# イタリア声楽コンコルソ
イタリア声楽コンコルソ（イタリアせいがくコンコルソ）は、日本イタリア協会と毎日新聞社が主催する日本の声楽のコンクール。1970年創設。
日本イタリア協会および当該声楽コンクールの創始者中川牧三は、イタリアのミラノにおいて「発声をベルカントの神様、アルフレッド・チェッキに師事し現在のベルカントオペラの基礎を拓いた」といわれる。 

## 表彰内容
- ミラノ大賞
- シエナ大賞
- テノール特賞
- ソプラノ特賞
- 金賞
- イタリア大使杯